# Клацальні приголосні
Клацальні приголосні, також клік-приголосні (англ. click consonants) або просто кліки (англ. clicks) — це звуки мовлення, що властиві багатьом мовам Південної Африки та трьом мовам Східної Африки. В українській мові схожі звуки є у вигуках на кшталт "цик-цик", "цок-цок", "клац-клац". Однак ці невербальні звуки в українській мові не є повними клік-приголосними, оскільки вони включають лише передню частину язика, без вивільнення задньої частини язика, що необхідно для поєднання кліків з голосними та утворення складів.
Анатомічно кліки — це обструенти, що артикулюються з двома замиканнями (точками контакту) в роті, одне спереду і одне ззаду. Замкнений об’єм повітря редукується за допомогою засмоктування язика (з термінологічної точки зору, кліки мають лінгвальний вдихальний механізм повітряного потоку). Переднє замикання потім звільняється, виробляючи, можливо, найгучніші приголосні в мові, хоча в деяких мовах, таких як хадза і сандаве, кліки можуть бути тоншими і навіть помилково сприйматися як абруптивні приголосні.